# Carl Ernst Oldenburg
Carl Ernst Oldenburg, född 15 oktober 1744, död 21 december 1812, var en svensk borgmästare, riksdagsledamot och politiker.

## Biografi
Carl Ernst Oldenburg föddes 1744 och var son till gulddragaren Frans Ernst Oldenburg och Brita Malm i Stockholm. Han arbetade som gulddragare i Stockholm och blev 1790 rådman i staden. Oldenburg blev 1799 byggningsborgmästare i Stockholm och 1802 handelsborgmästare i Stockholm. Han var 1801–1802 ledamot av bankofullmäktige. Oldenburg avled 1812.
Oldenburg var riksdagsledamot för borgarståndet i Stockholm vid riksdagen 1789.
Oldenburg gifte sig 1763 med Brita Elisabet Zelling.